# 톈진시
톈진(중국어: 天津, 병음: Tiānjīn) 또는 천진은 중화인민공화국 동부의 직할시이다. 하이허 강 하구, 보하이 만 연안에 자리 잡고 있다. 동쪽은 황해와 접해 있고, 서쪽, 남쪽, 북쪽은 허베이성과 접한다. 베이징과는 북서쪽으로 닿아 있다.

## 역사
톈진은 보하이 만에 들어오는 여러 강에 의해 육지가 침강하여 한때 바닷물에 잠겼으나 다시 육지화하여 생겨났다. 수나라 대운하 개통부터 상업중심지로 발달하기 시작하였다.
1404년까지 "직고(直沽)" 로 불리었으나 영락황제에 의해 "천진(天津)"으로 개명되었다. "천진(天津)"은 글자 뜻 그대로 "하늘의 나루"인데 이는 황제(하늘의 아들)이 이곳으로 들어왔다 하여 붙여진것이다.
황제는 실제로 그의 조카로부터 왕좌를 빼앗기 위한 출정도중에 톈진에 왔으며 이후로는 베이징의 항구가 되어 이곳에 여러 무역상들이 오기도 하였다. 청나라 때는 이곳에 천진위(중국어 정체자: 天津衛)로 불리는 성채가 설립되어 군사거점이 되었다.
1725년 현으로 승격되었으며 1731년 톈진 부로 되었다.
1856년, 홍콩에 등록된 중국인 소유의 배가 영국깃발을 달고 해적질과 아편밀수를 한다고 의심받는 배로 단속되었다. 중국은 그들 12명을 체포하고 투옥하였다. 1858년 5월 영국과 프랑스는 이에 대응하여 톈진에 함대를 보냈다.
같은 해 6월에 두 번째 아편전쟁으로 인해 톈진조약이 이루어지고, 1860년 황제의 승인에 의해 톈진은 정식적으로 개항되었다. 톈진에 외국인들의 존재는 “천진교회사건”을 일으켰다.
1870년 6월 톈진의 프랑스 선교사에 의해 지어진 교회에서 아이들을 유괴한다는 소문이 일어나면서 21일 교인들과 비교인들간의 충돌이 일어난다. 격노한 주민들은 교회와 근처 프랑스 영사관을 불태우고 후에 프랑스와 그 외 서양 6개국은 청나라 정부에게 사건에 대한 배상금을 요구한다.

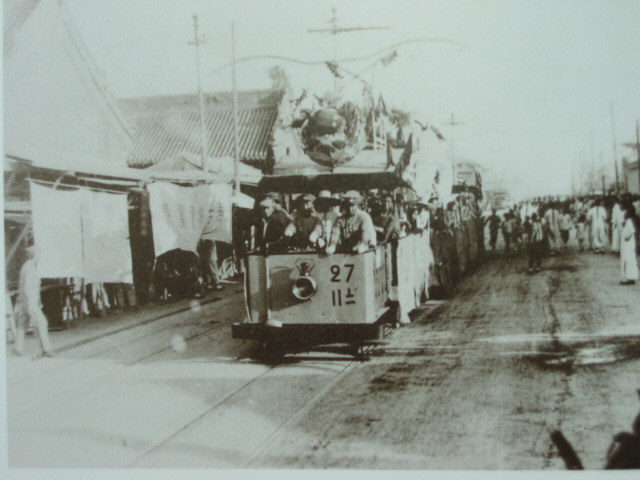
1906년 최초의 트램

1927년 톈진은 중국의 자치제로 설립되었지만, 1937년 7월 30일 중일전쟁으로 일본에게 함락되었다. 1945년 8월 15일 제2차 세계대전이 끝날 때까지 톈진은 일본에게 점령되었다.
1946년 12월 베이징대 여학생이 미군에게 성폭행 당한 사건을 계기로 1947년 1월1일 톈진에서 수천 명의 학생들의 시위운동이 일어났다. 이로 인해 1947년 6월 미군대는 철수하게 되었다.
1949년 1월 공산주의자들에 의해 점령당하고 격전이 치러졌고, 공산주의자들의 지배아래 1958년부터 1967년까지를 제외하고는 중국의 지방자치체로 남아있었다.
1976년 탕산 지진으로 23,938명의 사람들이 톈진에서 죽거나 심하게 다쳤다.
1970년대 후반이후 개혁개방으로 톈진은 급속한 발전을 시작하였고, 상하이와 베이징에 이어 중요한 도시로 자리잡았다.
2015년 8월 톈진항에서 30초 간격으로 일어난 두 차례의 컨테이너 선적소 폭발 사고가 일어났다. 이로 인해 대형 화재와 화학 오염의 여파로 대피 계엄령이 내려졌으며, 인근 피해자와 구조작업을 총동원한 소방관 대원들을 포함, 사망 112명, 부상 721명, 실종 95명의 인명 피해가 발생하였으며, 추가로 2차 피해가 진행될 전망이다.

## 지리
화베이 평원(華北平原) 북동부. 동경117.2도, 북위39.1도, 해발 2~5미터에 위치하고 있다. 하이허 강 양안에 결쳐있으며 5대지류의 합류점이다.

### 기후
사계절이 분명하다. 뚜렷한 대륙성 기후로 겨울에는 시베리아 고기압대에 영향을 받아 춥고 건조하고 여름에는 북태평양 고기압권의 영향을 받아 덥고 비가 많이 내린다. 연평균 강수량은 520.9mm이다. 쾨펜의 기후 구분으로는 스텝 기후(BSk) 또는 냉대 동계 소우 기후(Dwa) 등이 동시에 띈다.
| 톈진시 둥리구 (1991년~2020년)의 기후 | 톈진시 둥리구 (1991년~2020년)의 기후 | 톈진시 둥리구 (1991년~2020년)의 기후 | 톈진시 둥리구 (1991년~2020년)의 기후 | 톈진시 둥리구 (1991년~2020년)의 기후 | 톈진시 둥리구 (1991년~2020년)의 기후 | 톈진시 둥리구 (1991년~2020년)의 기후 | 톈진시 둥리구 (1991년~2020년)의 기후 | 톈진시 둥리구 (1991년~2020년)의 기후 | 톈진시 둥리구 (1991년~2020년)의 기후 | 톈진시 둥리구 (1991년~2020년)의 기후 | 톈진시 둥리구 (1991년~2020년)의 기후 | 톈진시 둥리구 (1991년~2020년)의 기후 | 톈진시 둥리구 (1991년~2020년)의 기후 |
| 월                                   | 1월                                  | 2월                                  | 3월                                  | 4월                                  | 5월                                  | 6월                                  | 7월                                  | 8월                                  | 9월                                  | 10월                                 | 11월                                 | 12월                                 | 연간                                 |
| ------------------------------------ | ------------------------------------ | ------------------------------------ | ------------------------------------ | ------------------------------------ | ------------------------------------ | ------------------------------------ | ------------------------------------ | ------------------------------------ | ------------------------------------ | ------------------------------------ | ------------------------------------ | ------------------------------------ | ------------------------------------ |
| 역대 최고 기온 °C (°F)               | 14.3 (57.7)                          | 20.8 (69.4)                          | 30.5 (86.9)                          | 33.1 (91.6)                          | 40.5 (104.9)                         | 40.6 (105.1)                         | 40.5 (104.9)                         | 37.4 (99.3)                          | 34.9 (94.8)                          | 30.8 (87.4)                          | 23.1 (73.6)                          | 14.4 (57.9)                          | 40.6 (105.1)                         |
| 일평균 최고 기온 °C (°F)             | 2.1 (35.8)                           | 5.8 (42.4)                           | 12.8 (55.0)                          | 20.8 (69.4)                          | 26.8 (80.2)                          | 30.2 (86.4)                          | 31.6 (88.9)                          | 30.7 (87.3)                          | 26.9 (80.4)                          | 19.8 (67.6)                          | 10.7 (51.3)                          | 3.7 (38.7)                           | 18.5 (65.3)                          |
| 일일 평균 기온 °C (°F)               | −2.8 (27.0)                          | 0.4 (32.7)                           | 7.0 (44.6)                           | 14.8 (58.6)                          | 21.0 (69.8)                          | 25.0 (77.0)                          | 27.2 (81.0)                          | 26.3 (79.3)                          | 21.7 (71.1)                          | 14.3 (57.7)                          | 5.7 (42.3)                           | −0.9 (30.4)                          | 13.3 (56.0)                          |
| 일평균 최저 기온 °C (°F)             | −6.5 (20.3)                          | −3.7 (25.3)                          | 2.4 (36.3)                           | 9.6 (49.3)                           | 15.8 (60.4)                          | 20.6 (69.1)                          | 23.6 (74.5)                          | 22.7 (72.9)                          | 17.4 (63.3)                          | 9.9 (49.8)                           | 1.8 (35.2)                           | −4.3 (24.3)                          | 9.1 (48.4)                           |
| 역대 최저 기온 °C (°F)               | −18.1 (−0.6)                         | −22.9 (−9.2)                         | −17.7 (0.1)                          | −2.8 (27.0)                          | 4.5 (40.1)                           | 10.1 (50.2)                          | 16.2 (61.2)                          | 13.7 (56.7)                          | 6.2 (43.2)                           | −2.2 (28.0)                          | −11.7 (10.9)                         | −16.2 (2.8)                          | −22.9 (−9.2)                         |
| 평균 강수량 mm (인치)                | 2.6 (0.10)                           | 6.0 (0.24)                           | 6.1 (0.24)                           | 22.8 (0.90)                          | 37.7 (1.48)                          | 78.0 (3.07)                          | 141.2 (5.56)                         | 122.3 (4.81)                         | 54.8 (2.16)                          | 32.8 (1.29)                          | 13.5 (0.53)                          | 3.1 (0.12)                           | 520.9 (20.5)                         |
| 평균 강수일수 (≥ 0.1 mm)             | 1.3                                  | 2.3                                  | 2.5                                  | 4.5                                  | 6.2                                  | 9.0                                  | 11.1                                 | 9.8                                  | 6.4                                  | 4.8                                  | 3.0                                  | 2.0                                  | 62.9                                 |
| 평균 상대 습도 (%)                   | 54                                   | 54                                   | 49                                   | 48                                   | 53                                   | 64                                   | 73                                   | 75                                   | 67                                   | 62                                   | 60                                   | 56                                   | 60                                   |
| 평균 월간 일조시간                   | 167.6                                | 175.9                                | 227.7                                | 243.8                                | 267.8                                | 233.9                                | 202.2                                | 203.3                                | 212.3                                | 199.8                                | 165.2                                | 160.9                                | 2,460.4                              |
| 가능 일조율                          | 55                                   | 58                                   | 61                                   | 61                                   | 60                                   | 53                                   | 45                                   | 49                                   | 58                                   | 59                                   | 55                                   | 55                                   | 56                                   |
| 출처: 중국기상국                     |                                      |                                      |                                      |                                      |                                      |                                      |                                      |                                      |                                      |                                      |                                      |                                      |                                      |

## 경제

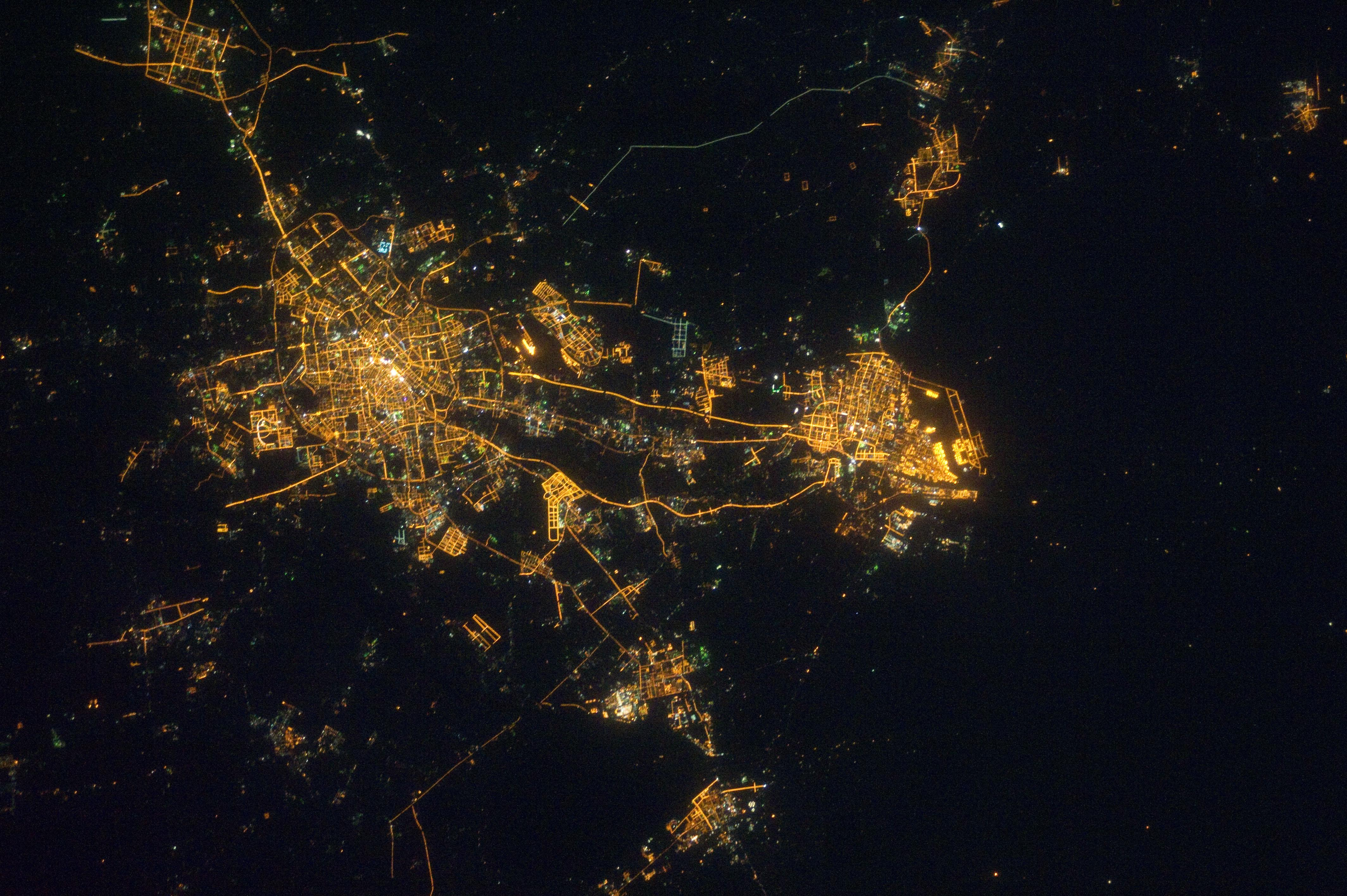
Tienchin at night

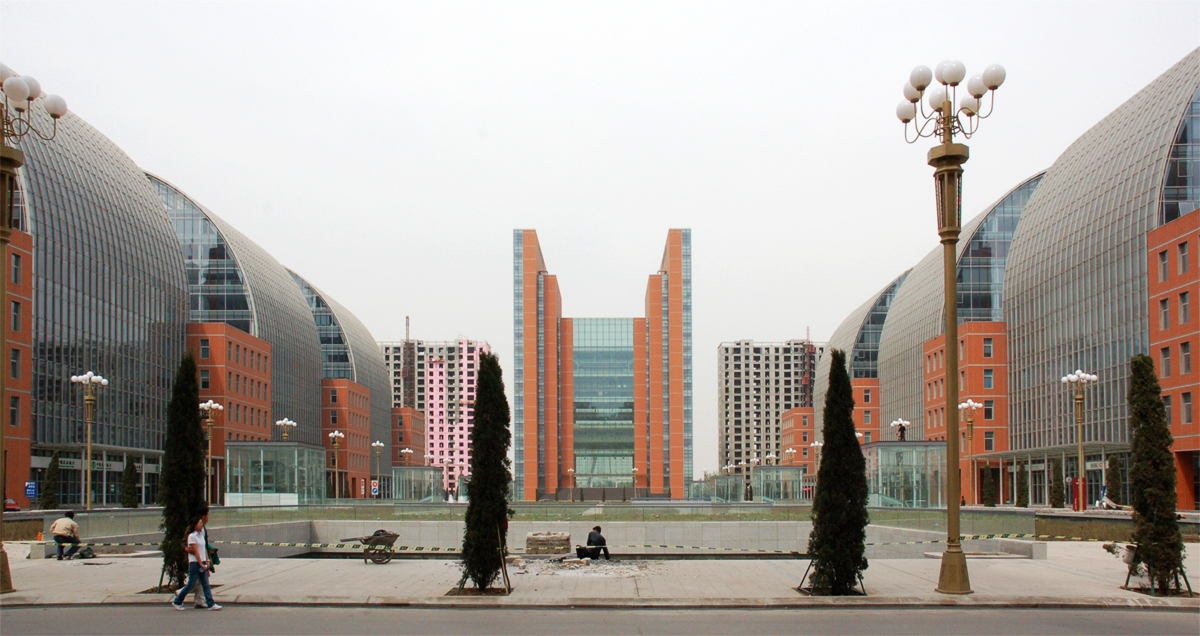
톈진 경제기술 개발구의 현대식 건물(TEDA)

### 금융무역
톈진은 베이징, 허베이성, 산시성. 내몽골 자치구 등을 포함하여 화북지역에 위치해 있다. 더 나아가 중국 삼북지방 (둥베이, 화베이, 시베이)의 주요 항구이며 세계 십대항구 중의 하나다. 또한, 톈진은 북방 환발해 지역의 전통적인 경제, 금융의 중심으로 상공업도시이다.

### 공업
톈진공업생산액은 전국에서 수위를 달린다.
전자, 금속공업, 석유화학공업, 자동차, 방직 등의 경중공업이 발달하였다. 2002년 톈진의 국내 생산 총액이 런민비 2051.2억 원에 달한다.

### 경제개발지구
- 톈진의 가장 유명한 경제개발구는 타이다(泰達, 텐진시 경제 과학 단지, Tienchin Economic and Technological Development Area|en; TEDA)이다. 이 개발 지구는 수많은 특수한 경제 정책을 가지고 있어서 톈진에 대기업으로부터의 투자를 이끌어 낼 수 있다. 경제제도등의 방면에서 타이다(泰達)는 어떠한 행정구역으로부터 예속되지 않으며, 톈진 시정부(개발관리위원회)의 직속 통제를 받는다.

- 베이징부터 톈진까지 다니는 열차는 일반적으로 베이징 역, 펑타이 역(丰台), 타이다 등의 큰 역에서만 정차하며, 타이다는 이 열차의 종점으로 타이다의 중요성을 알 수 있다.

- 각 지역에는 각 지역의 경제발전지구, 공업단지, 기술단지, 과학단지가 있다. 이름들은 다양하지만, 그 목적은 모두 외자를 유치하고, 사람들의 생활에 영향을 미치는 오염물질들과 소음들을 줄이는 데 목적을 두고 있다.

## 행정 구역
톈진 시는 16개의 시할구로 구성한다.
- 시할구
  - 허핑구 (和平区 Hèpíng Qū)
  - 허시구 (河西区 Héxī Qū)
  - 허베이구 (河北区 Héběi Qū)
  - 난카이구 (南开区 Nánkāi Qū)
  - 허둥구 (河东区 Hédōng Qū)
  - 훙차오구 (红桥区 Hōngqiáo Qū)
  - 빈하이신구 (滨海新区)
  - 진난구 (津南区 Jīnnán Qū)
  - 둥리구 (东丽区 Dōnglì Qū)
  - 시칭구 (西青区 Xīqīng Qū)
  - 베이천구 (北辰区 Běichén Qū)
  - 바오디구 (宝坻区 Bǎodǐ Qū)
  - 우칭구 (武清区 Wǔqīng Qū)
  - 징하이구 (静海区 Jìnghǎi Qū)
  - 닝허구 (宁河区 Nínghé Qū)
  - 지저우구 (蓟州区 Jìzhōu Qū)

## 교통

### 항공

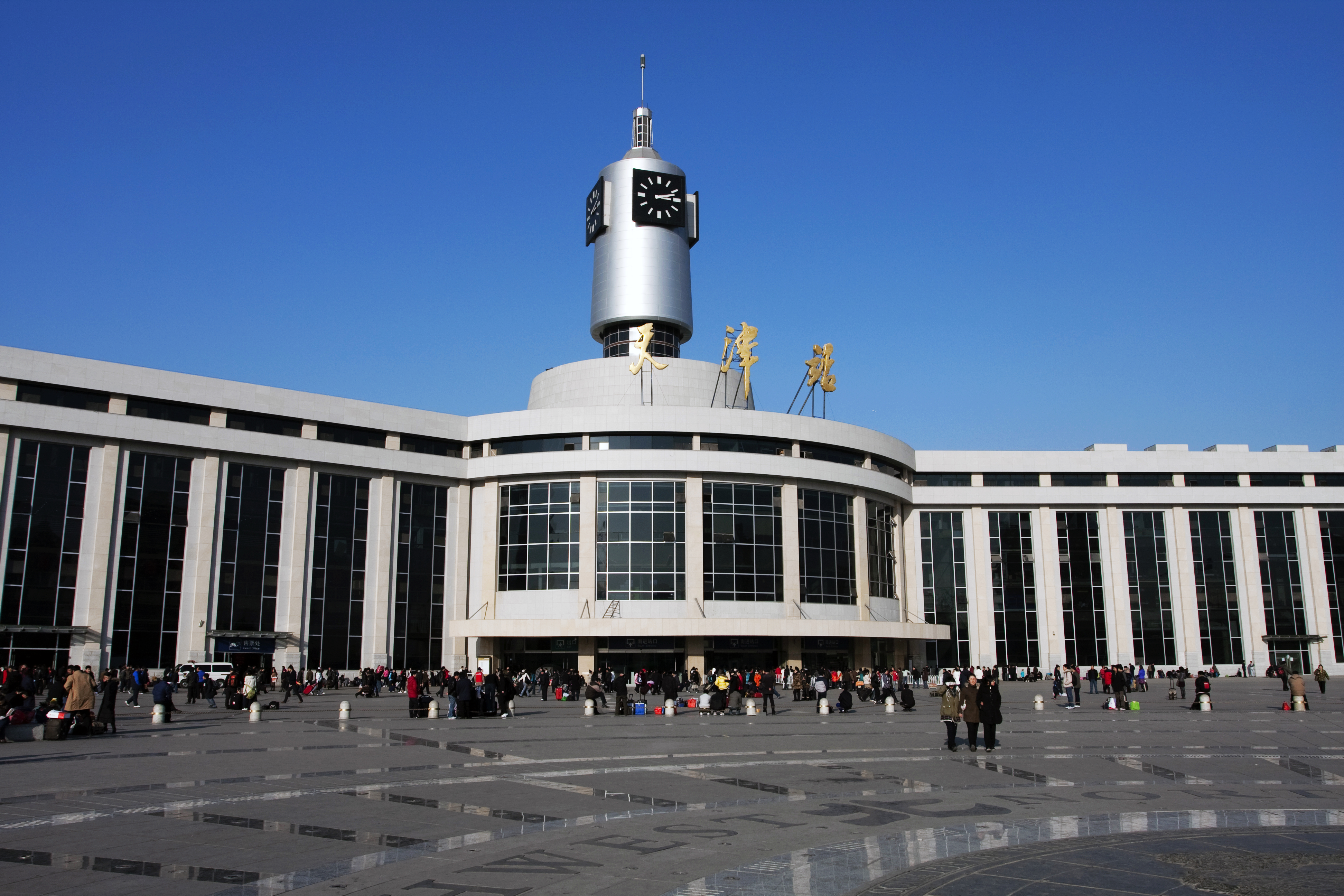
톈진 역

톈진 빈하이 국제공항(ZBTJ)은 톈진 시내 동쪽에 위치하고 있고, 시내 중심으로부터 2 km 거리에 떨어져 있다. 1996년 10월 국무성에 의해 <국제정기공항>으로 승격이 되고, 현재 명칭으로 바뀌었다.

### 철도
톈진 철도역을 선두로 두고선 도시 안에는 여러 철길이 있다. 1888년에 지어진 이 역은 최초에 왕다죵(旺道庄)에 자리하고 있었다. 그 후 1892년에 하헤강의 근처 라롱토(老龙头)로 옮겨지고 라롱토 철도역 이라고 다시 이름을 지었다. 이 역은 1988년도에 다시 재설립되었다. 1987년 4월 15일에 재설립이 시작되었고 1988년 10월 1일에 완공되었다. 톈진 역은 지리학적 위치로 인해 위치상으로 ‘동쪽 역’이라고도 불린다.
톈진 서역과 톈진 북역은 둘 다 톈진에서 중요한 철도역들이다. 중요한 항구 지역인 탕구 구에 자리한 탕구 역과 탕구 북쪽에 위치한 타이다(TEDA)에 자리한 타이다 역도 있다. 도시 안에는 이 외에도 여러 다른 철도역이 있다.
베이징-톈진 고속철도 공사는 2005년 7월 4일에 시작되어, 2008년 8월 1일부터 운행되고 있다.

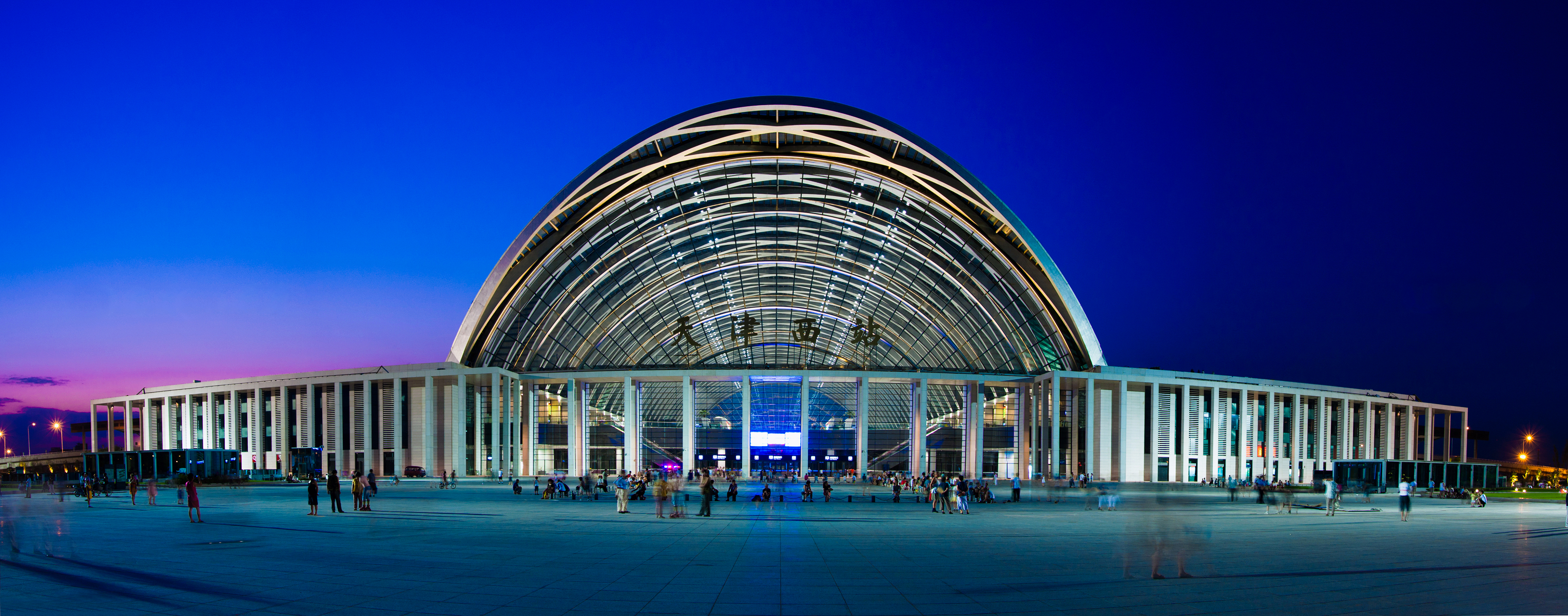
톈진 서역

- 톈진 역 (天津站)
- 톈진 북역 (天津北站)
- 톈진 서역 (天津西站)
- 톈진 남역 (天津南站)

### 연결 철도
- 징산선: 베이징 ~ 상하이
- 징후선: 톈진 ~ 난징
- 진지 철도선, 톈진 도시 구역부터 톈진 지나라
- 진바 철도선, 톈진부터 허베이의 바쥬
- 베이징-톈진 고속철도

### 도로

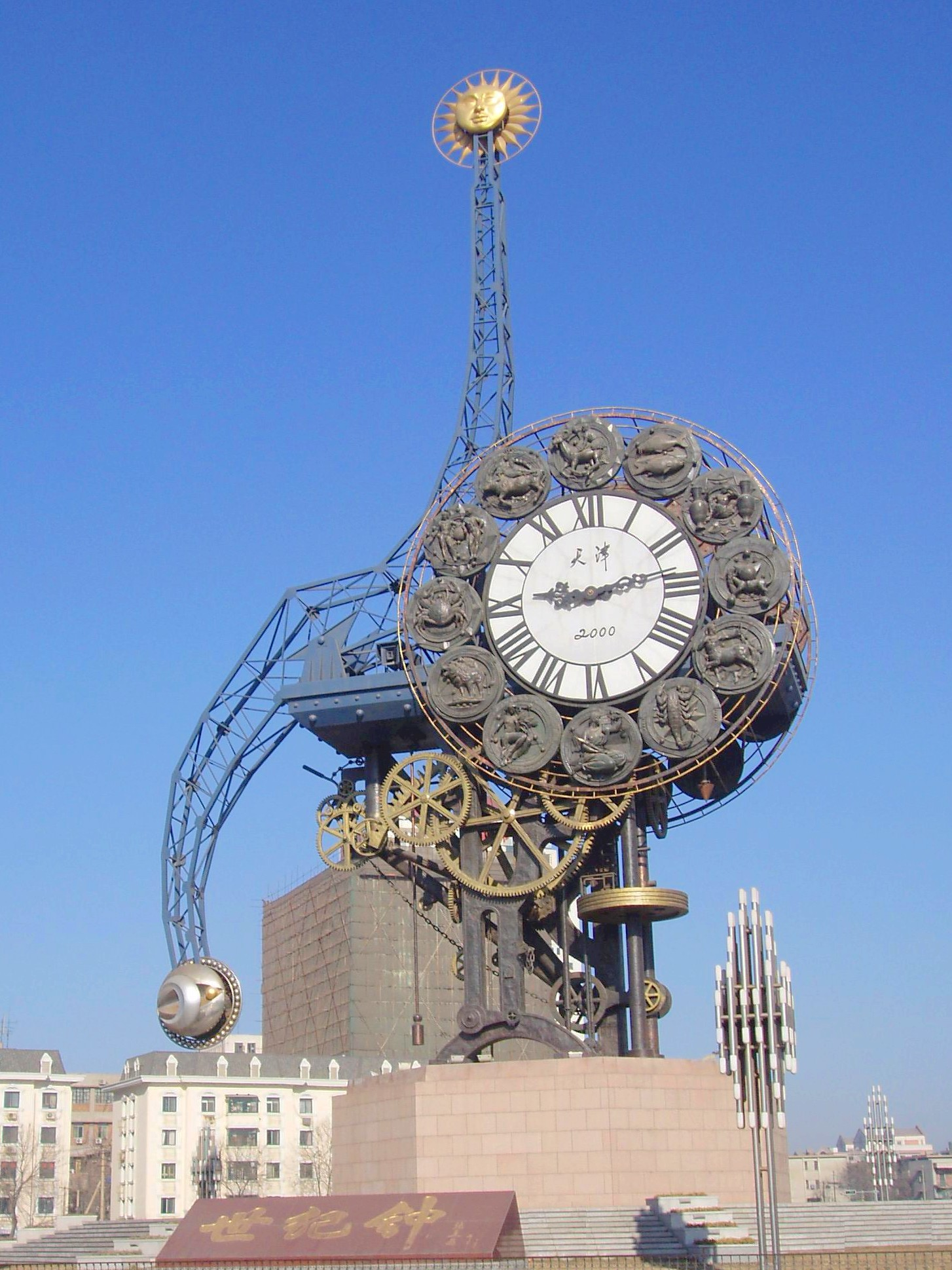
톈진 동역 광장

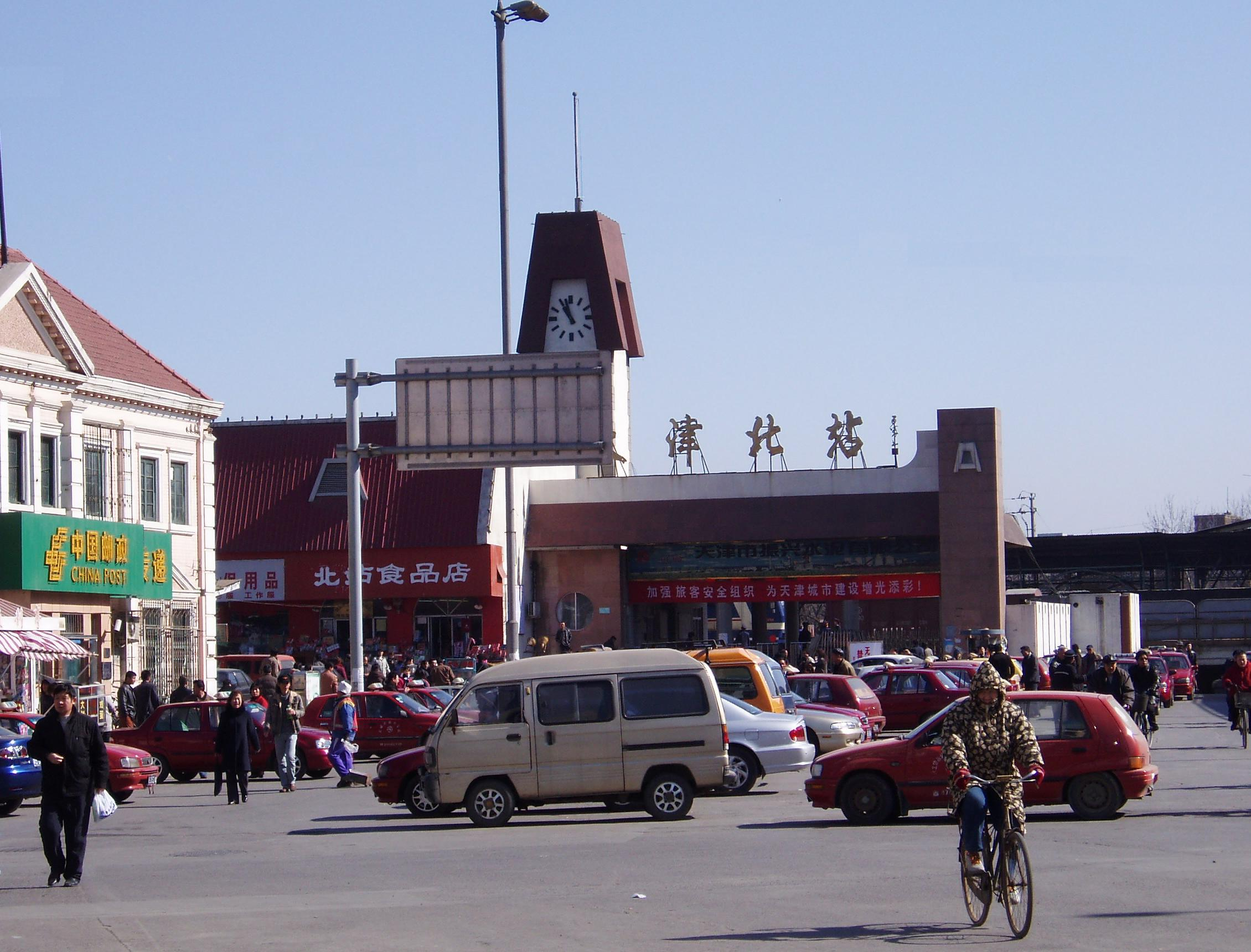
톈진 북역

톈진의 도로와 다리를 포함한 몇 곳은 손문의 삼민주의에서 나온 이름(예를 들면, 종환도로의 민관 게이트)을 가지고 있다. 중화인민공화국 시대로 돌아가 귀를 기울일만한 이름부터 본토 역시 등장한다(예. 베이난 도로). 톈진의 많은 도로들은 중국의 지방이나 도시 이름을 따서 지어졌다.
텐진은 베이징과는 다르게 나침반의 4개 주요 방향에 맞게 평행을 이루는 많지 않은 도로도 있다.
톈진의 도로는 흔히 도(중국어: 道)와 선(중국어 간체자: 线, 정체자: 線)은 고속도로나 궤주를 지나칠 때 많이 사용되고 길(중국어 간체자: 经, 정체자: 經)이나 도로(중국어 간체자: 纬, 정체자: 緯)는 드물다. 톈진의 도로는 나침반의 방향과는 기본적인 것이 드물기에 길(중국어 간체자: 经)과 도로(중국어 간체자: 纬)와 같이 일직선으로 북-남과 동-서로 제각기 뻗쳐 있는 것을 흔히 볼 수 있다.
- 톈진에는 3개의 고리 도로가 있다. 베이징과는 다르게 안쪽과 중간의 고리 도로는 닫혀있지 않고 통행관리 차도와 어떤 곳에서는 통행 신호 교차로도 있다. 겉쪽의 고리도로가 고속도로 수준의 고리도로와 가장 근접하지만 자주 무질서하거나 어느 때는 무질서하기보다 더 심하다.
  1. 안쪽 고리도로(중국어 간체자: 内环, 병음: Nèihuán 네이환[*])
  2. 중간 고리도로(중국어 간체자: 中环, 병음: Zhōnghuán 종환[*])
  3. 바깥쪽 고리도로(중국어 간체자: 外环, 병음: Wàihuán 와이환[*])

#### 고속도로
- 1. 징진탕 고속도로: 베이징부터 톈진 도시지역을 지나 탕구구역(TEDA)
  2. 징후 고속도로(중국어 간체자: 京沪高速公路): 진징공루다리부터 상하이(징진탕 고속도로와 함께. 베이징부터 상하이까지 가는 고속도로)
  3. 징센 고속도로(京沈高速公路): 베이징부터 바오디구역을 지나 셴양
  4. 탕진 고속도로(唐津高速公路): 탕구구역부터 탕산, 헤베니 - 톈진엔 진탕 고속도로로 알려져 있음
  5. 바오진 고속도로(保津高速公路): 톈진의 베이첸구역부터 바오딩, 헤베니 - 톈진엔 진바오 고속도로(津保高速公路)로 알려져 있음
  6. 진빈 고속도로(중국어 간체자: 津滨高速公路): 장구중 다리부터 후지아연다리, 모두 톈진에 위치함
  7. 진지 고속도로(중국어 간체자: 津蓟高速公路): 톈진 중심지부터 지샨 나라

#### 국도
- 1. 중국 국가고속도로 102, 베이징부터 톈진의 지 나라를 지나 하얼빈
  2. 중국 국가고속도로 103, 베이징부터 톈진의 도시지역을 지나 탕구구역
  3. 중국 국가고속도로 104, 베이징 톈진의 지방자치제를 지나 푸주
  4. 중국 국가고속도로 105, 베이징부터 톈진의 지방자치제를 지나 마카오
  5. 중국 국가고속도로 112, 베이징을 도는 원형의 고속도로로 톈진 지방자치제를 지남
  6. 중국 국가고속도로 205, 허베이의 샹하관부터 톈진의 지방자치제를 지나 광저우

고속도로는 특히 가을과 봄에 가끔씩 자욱한 안개로 인해 닫혀있기도 한다.

### 대중교통
톈진의 버스망조직은 1904년에 만들어졌고 중국에서 최초로 도시 전역 버스 체계를 가지고 있다. 2004년에만 402개의 버스 노선이 있었다.

#### 톈진 지하철

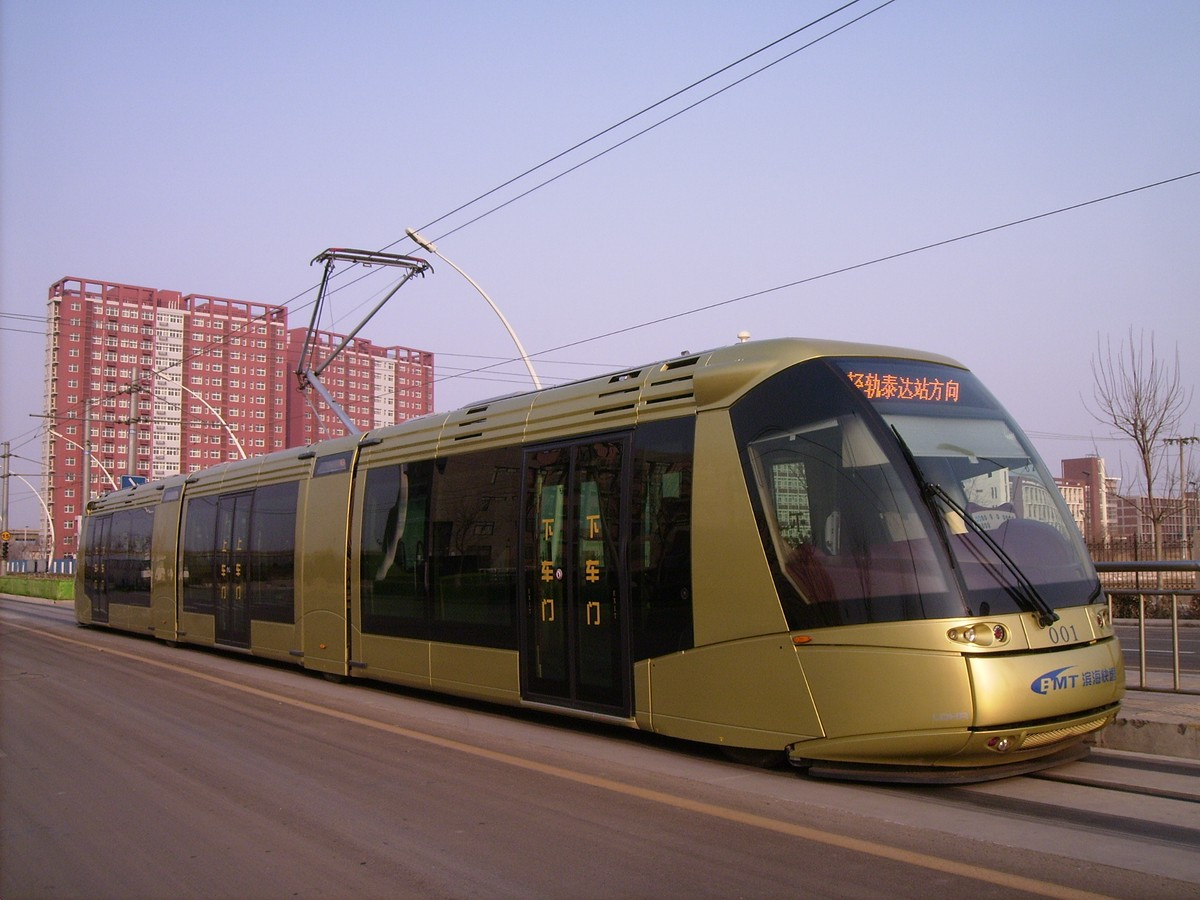
톈진의 경궤

톈진 지하철의 공사는 1970년 7월 4일 시작되었다. 중국에서는 두 번째로 지어지는 철도였고 1984년도에 운행되기 시작했다. 전체 길이는 7.4km로 2001년 10월 9일에 철도공사는 중지되었고 현재 다시 짓고 있다. 이 새로운 철도는 “톈진 철도 노선1” 이라고 불릴 것이다. 2005년 중반이 지나면 완공될 예정이다. 철도는 26,188km로 늘어날 것이고 총 22개의 역이 생길 것이다. 이전에는 8개의 역밖에는 없었다. 새로운 여러 철도 노선이 계획 중에 있다. 2004년도 후반에 노선2와 노선3의 공사가 시작될 예정이다.
도시 안에는 반하이 메스 교통이라는 크지 않은 철도 노선이 있다. 이 노선은 톈진의 중심지와 바다 지역의 구역인 TEDA(톈진 경제 개발 구역) 사이를 오가고 있다.

### 항구
- 톈진 신항

시내 중심부에서 택시로 1 시간 30분 정도의 거리에 있으며, 일본의 고베 항과 한국의 정기편이 있다.

## 관광

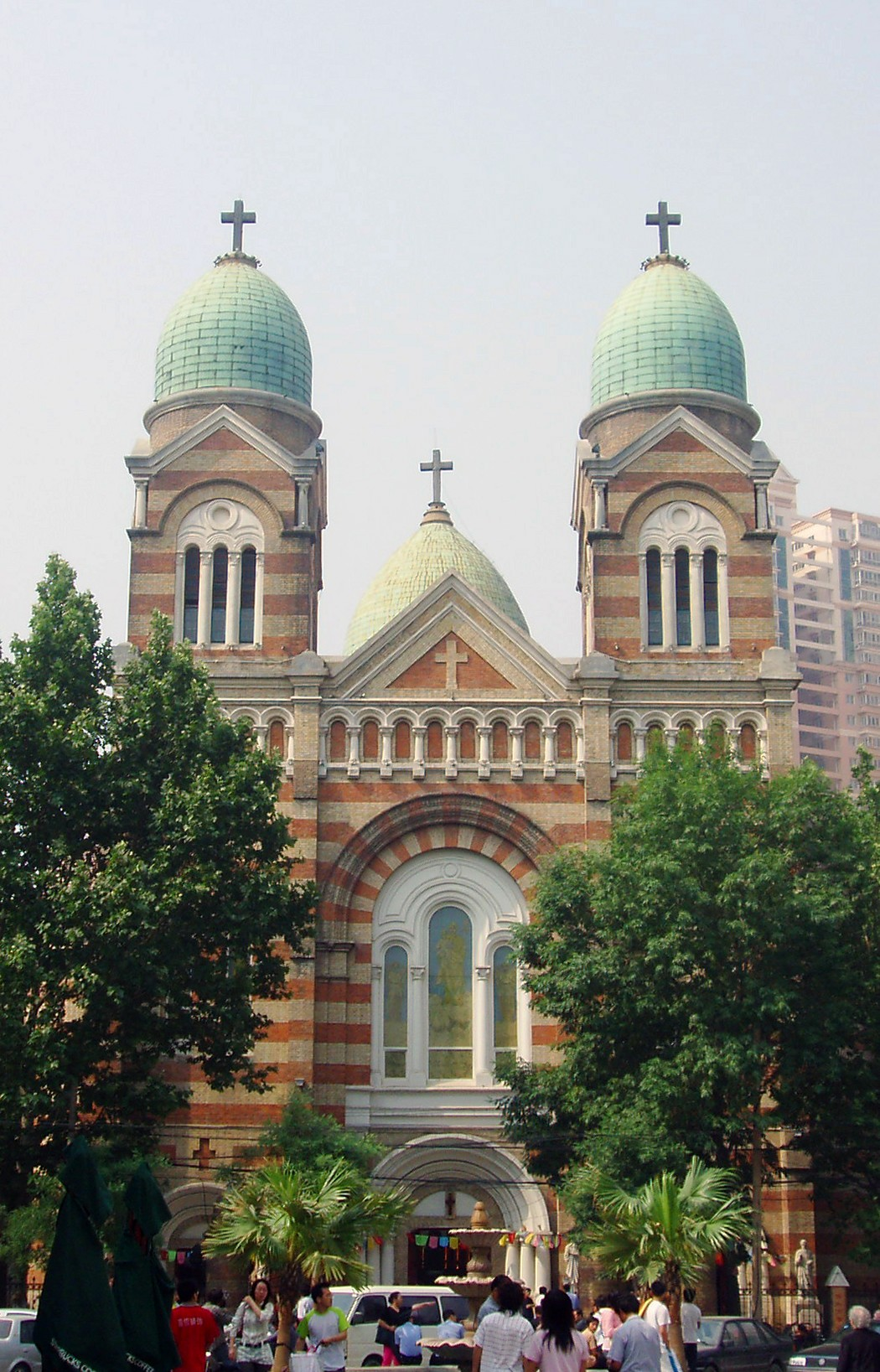
시카이 성당

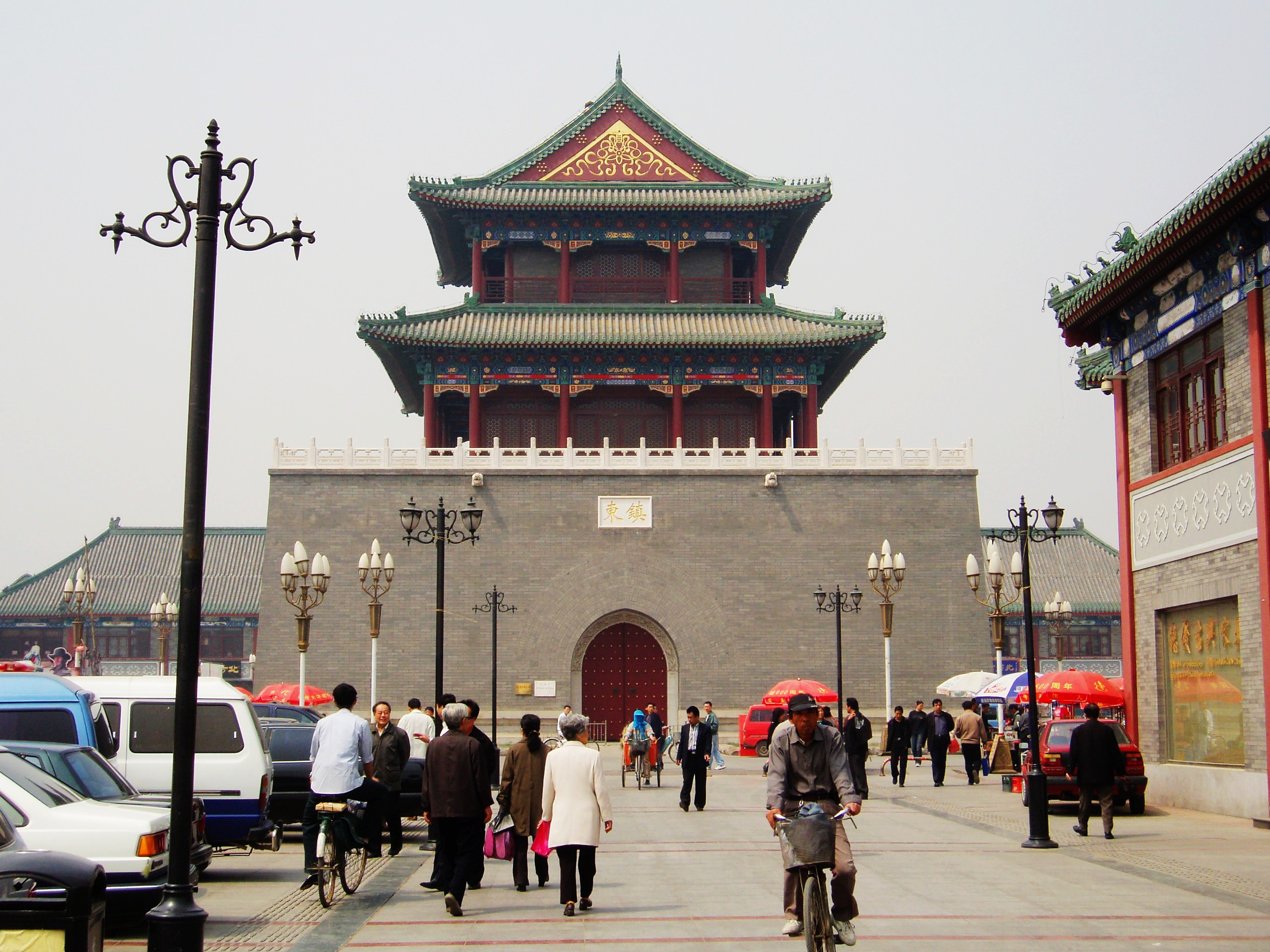
톈진 고루

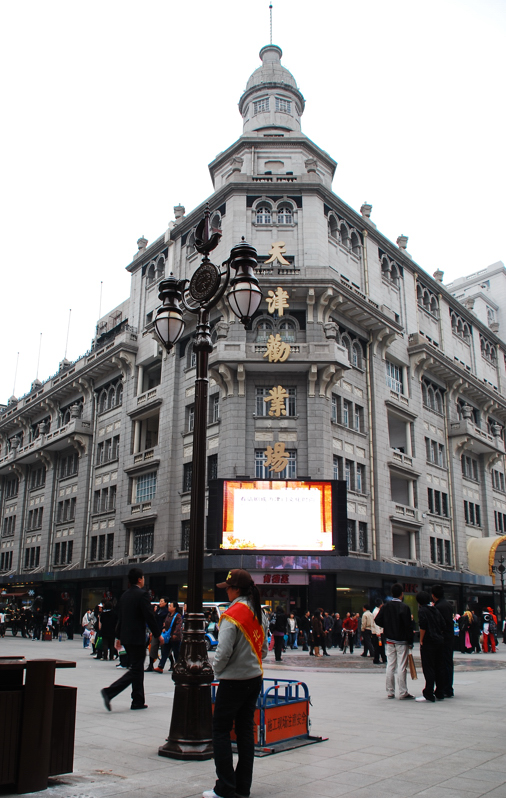
진지에

톈진 시에는 1곳의 국가중요풍경명승지구, 1곳의 국가역사문화도시, 1곳의 직할시급 역사문화도시, 15곳의 전국 중요문물 보호기관, 59곳의 시급문물보호기관이 있다.
- 국가중요풍경명승지구: 판산(중국어 정체자: 盤山)
- 국가역사문화도시: 톈진(天津)
- 직할시급 역사문화도시: 계현(계)
- 전국 중요문물 보호기관
  - 고문화 거리(古文化街)
    - 라오톄차오 다제(중국어 정체자: 老鐵橋大街, 병음: Lǎotiěqiáo Dàjiē 노철교대가[*])에서 시작해서 수이거 다제(중국어 정체자: 水閣大街, 병음: Shuǐgé Dàjiē 수각대가[*])에 이르는 곳으로, 길이가 687m이며, 폭은 5m인 쇼핑 거리이다.
    - 원나라 태정 3년(1326년)에 천후궁(天后宮)이 지어졌는데, 명대에는 상인들이 몰려 번영하기 시작했다. 건국 후에는 천후궁이 쇄락하기 시작했으나, 1989년 '고문화가(古文化街)'라는 명칭으로 불리며 활성화되었다.

  - 수상공원(중국어 정체자: 水上公圓)
    - 1951년 일반에 공개된 톈진 최대의 종합공원으로 난카이 구(중국어 간체자: 南开区, 병음: Nánkāi Qū 남개구[*])에 위치해 있다.
    - 총 면적은 약 200ha이며 호수와 육지가 절반 비율로 구성된다.

  - 주은래 기념관(중국어 정체자: 周恩來紀念館)
    - 난카이 구 수상공원 북쪽에 위치한 근대 중국의 창시자 주은래 총리의 업적과 일생을 기념하기 위해 세운 기념관이다. 그의 부인 등영초도 함께 전시되어 있다.

  - 톈타(중국어: 天塔, 병음: Tiāntǎ 천탑[*]): 톈진인공호수 전망대
    - 높이가 415.2m로 세계에서 4번째, 아시아에서 2번째로 높으며 TV,방송 수신탑으로 사용되고 있다.
    - 지난 1991년 완공된 이 천탑은 지상에서 266m 되는 지점에 200여 명 동시 수용이 가능한 회전레스토랑이 있고 아래층의 전망대에서 톈진시를 한눈에 내려다 볼 수 있다.

  - 두러 사(중국어 정체자: 獨樂寺, 병음: Dúlè Sì 독락사[*])
    - 톈진시 북부 계현시내에 위치한 중국의 유명한 불교 건축물중 하나로 수나라 때 세워졌다.

  - 시카이 천주교 성당(西開敎堂)
    - 남경로의 두 국제상장건물 중간에 위치한 시카이 성당은 매일 아침과 일요일 저녁에 미사를 보며 내부에 성모상, 예수상, 성인들의 상이 있으며 이 성당의 뒤편에 있는 자유시장 역시 명물이다. 중국의 종교정책변화를 느낄 수 있는 톈진의 대표적인 종교건물이다.

  - 톈진 신항(중국어: 天津新港, 병음: Tiānjīn Xīngǎng 톈진신항[*])
    - 상하이, 대련에 이어 중국 제3의 무역항으로 10만톤급의 배 4척이 동시에 정박할 수 있다.

  - 다구커우 포대(중국어 간체자: 大沽口炮[4] 台, 정체자: 大沽口炮[4] 臺, 병음: Dàgūkǒu Pàotái 대고구포대[*])
    - 톈진의 동남쪽으로 60km, 해하[모호한 표현]가 바다에 이르는 곳에 있다. 원래 외국의 침략에 대비해 남안에 3문, 북안에 2문의 포대가 있었으나 1901년의 베이징의정서에 의해 파괴됐다. 남안의 1문만이 파괴되지 않고 남아 있다.

  - 진항 대운하(중국어 정체자: 京杭大運河, 병음: Jīngháng Dàyùnhé 경항대운하[*])의 톈진단
  - 왕하이루 교회(중국어 정체자: 望海樓敎堂)
  - 리순더 여관(중국어 정체자: 李順德飯店, 병음: lǐ shùn dé fàn diàn 이순덕여관[*])
  - 광둥회관(중국어 정체자: 廣東會館)

## 음식
톈진요리는 바다와 근접해 있기에 해산물에 높은 비중을 두고 있다. 짜고 맵고 쓰며 부드러우며 물렁한 질감의 맛 위주이다. 주목을 끄는 메뉴 중에는 팔대완(八大碗)이라고 하는, 주로 고기로 된 8가지의 요리를 종합한 것이다. 사대배(四大扒)는 닭, 오리, 해물, 쇠고기 그리고 양고기를 포함한 아주 많은 종류의 스튜를 나타내는 것이다.
톈진요리는 또한 여러 가지의 간식거리도 있다. 거우부리(狗不理)는 바오쯔(包子)(속이 찬 뜨거운 만두)라는 전통적인 상품으로 중국 널리 유명하다. 마후아(麻花)(꼬인 반죽 막대기) 전통적인 상품 구파싱(중국어 간체자: 桂发祥, 정체자: 桂發祥)이 있다. 얼두얀(耳朵眼)은 볶음떡이라는 전통적인 상품이다.
그 외에 톈진의 유명한 음식
- 슬바제마화(十八街麻花)
- 궈런장(果仁张)
- 젠빙궈쯔(煎饼果子)
- 톈진샤오빙(天津烧饼)
- 순두부(豆腐脑)
- 궈바차이(锅巴菜)
- 양두어수이(羊杂碎)
- 운툰(云吞)
- 궈티에(锅贴)

## 교육

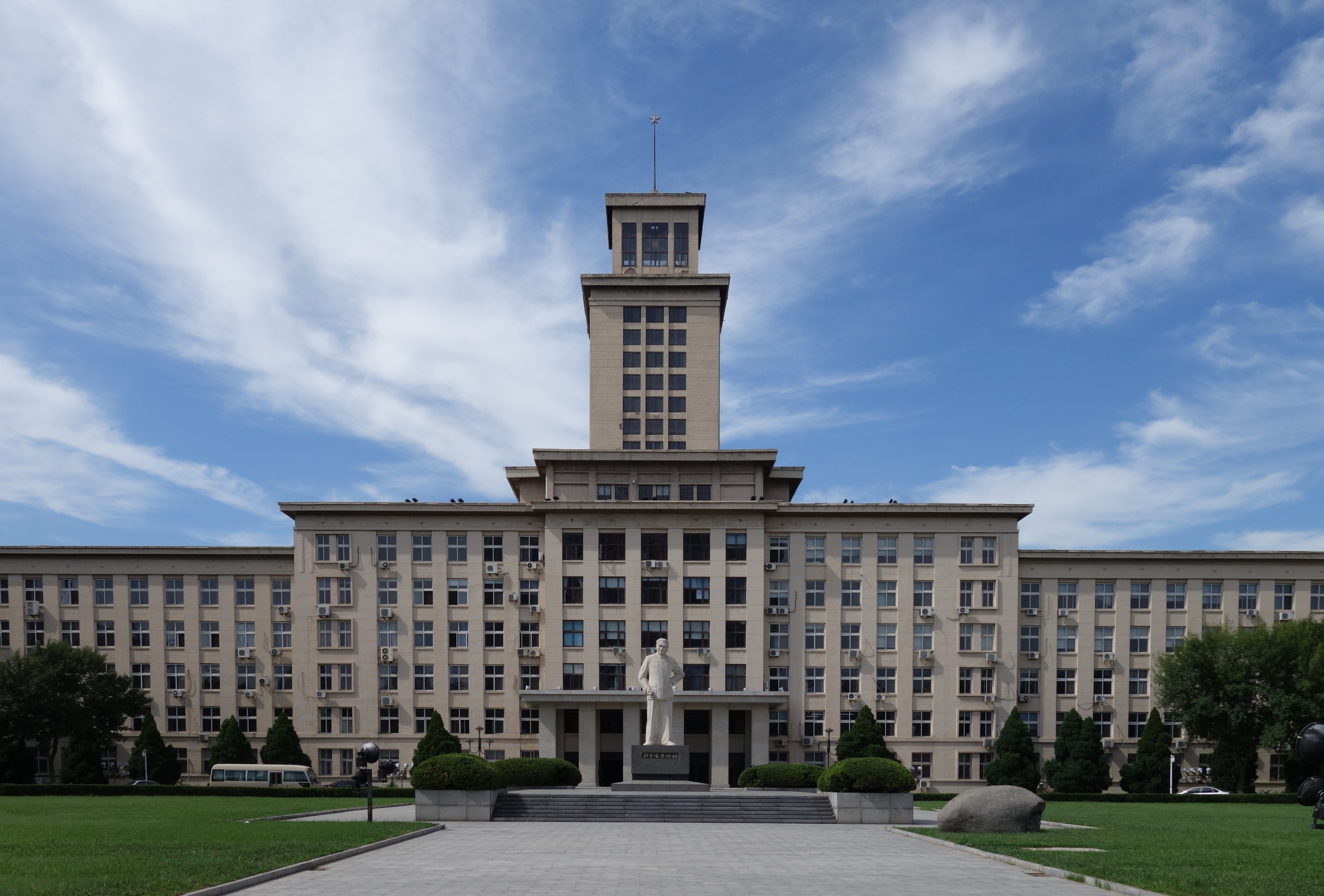
난카이 대학

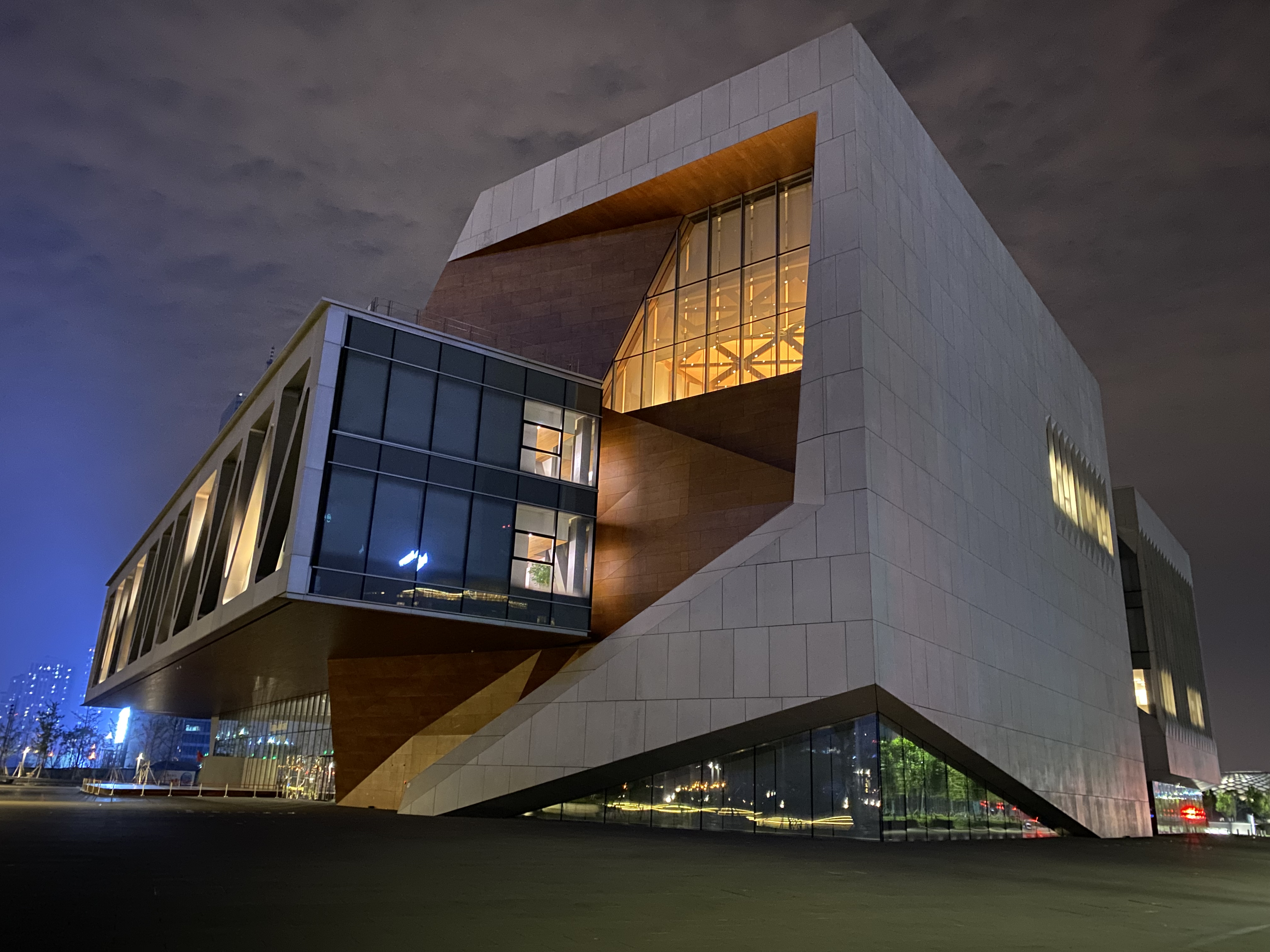
톈진 줄리어드 스쿨

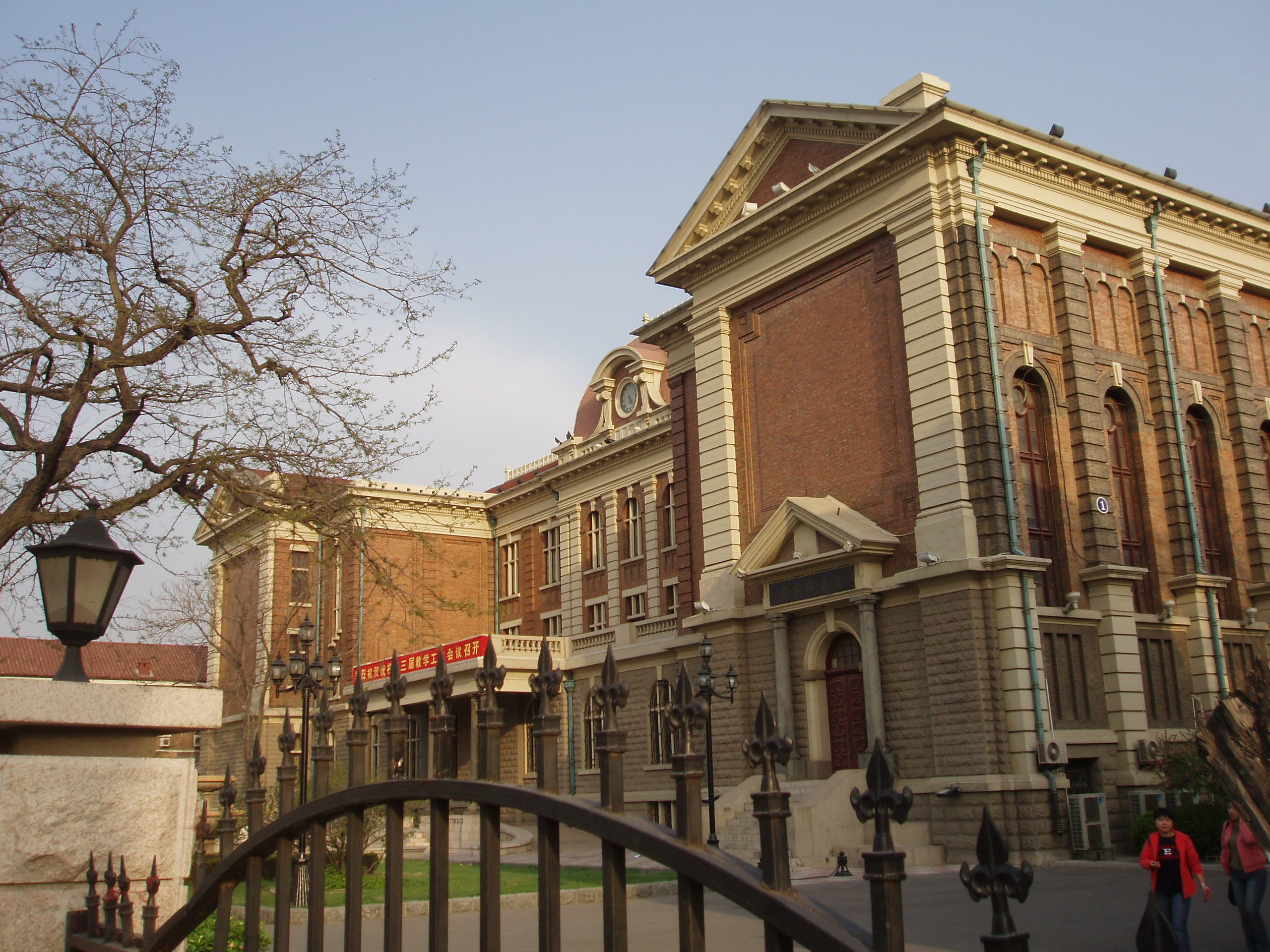
톈진 외국어대학

### 대학

#### 종합대학
- 난카이 대학(南开大学)
- 톈진 대학(天津大学)
- 톈진 재정경제대학(天津财经大学)
- 톈진 의과대학(天津医科大学)
- 톈진 사범대학(天津师范大学)
- 톈진 이공대학(天津理工大学)
- 톈진 공업대학(天津工业大学)
- 허베이 공업대학(河北工业大学)
- 중국민항대학(中国民航大学)
- 톈진 줄리어드 스쿨（天津茱莉亚学院）

#### 단과대학
- 톈진 농업대학(天津农学院)
- 톈진 상업대학(天津商学院)
- 톈진 음악대학(天津音乐学院)
- 톈진 미술대학(天津美术学院)
- 톈진 체육대학(天津体育学院)
- 톈진 외국어대학(天津外国语学院)
- 톈진 직업기술사범대학(天津职业技术学院)
- 톈진 도시건설대학(天津城市建设学院)

### 중고등학교
톈진시에서 가장 유명한 중고등학교는 저우언라이의 모교인 톈진시 난카이 중등학교(天津市南开中学), 톈진시 야오화 중학교(天津市耀华中学), 제1중등학교(第一中学), 실험 중등학교(实验中学), 신화 중등학교(新华中学)등 5곳이다. 톈진시의 일부학교는 순위에 따라 학교이름을 짓기도 하는데, 순위와 학교이름을 함께 쓰기도 한다.

## 인구 및 주민
톈진시 상주인구는 1,152.4만 명이다 (2012년). 몽골 총 인구의 4배 정도로 이 때문에 톈진시는 "특대도시"라고 불린다. 톈진에 거주하는 민족 가운데 대부분은 한족으로, 톈진시 총 인구의 98%를 차지한다. 그 외에 후이족(回族), 조선족(중국어 정체자: 朝鮮族), 만주족(중국어 정체자: 滿族), 몽골족(蒙古族) 등의 소수민족이 있다. 톈진시 2005년 인구 표본조사의 주요 통계수치를 모은 결과에 따르면 2000년부터 2005년까지 톈진시 상주인구는 연평균 8.32만 명이 증가하여, 연평균 0.82%의 성장률을 보였다. 2000년 제5차 전국 인구조사(第五次全国人口普查)때보다 41.62만 명이 증가했다.
2005년 말, 시의 총인구는 1043만 명이었고, 외래인구가 톈진시 인구규모 성장의 주요 원인이 되었다. 그 중 5년 동안의 외래상주인구의 연평균 증가율은 5.54%로 상주인구 증가량의 64.9%를 차지한다. 이는 톈진시 인구가 급속하게 증가한 주요 원인이다. 톈진시의 상주인구 중 도시와 읍에 거주하는 사람은 783.06만 명으로 총 인구의 75.11%를 차지하고, 농촌에 거주하는 인구는 259.47만 명으로 전체인구의 24.89%를 차지한다.
제5차 전국 인구조사와 비교하면, 총 인구에서 도시인구가 차지하는 비중이 3.12% 증가했다.
톈진 시 주민의 대부분이 한족이다. 일부 후이족, 조선족, 만주족, 몽골족이 거주하고 있다.
| 2000년의 톈진의 민족 조사 | 2000년의 톈진의 민족 조사 | 2000년의 톈진의 민족 조사 |
| 민족                      | 인구                      | %                         |
| ------------------------- | ------------------------- | ------------------------- |
| 한족                      | 9,581,775                 | 97.29%                    |
| 후이족                    | 172,357                   | 1.75%                     |
| 만주족                    | 56,548                    | 0.57%                     |
| 몽골족                    | 11,331                    | 0.12%                     |
| 조선족                    | 11,041                    | 0.11%                     |
| 좡족                      | 4,055                     | 0.041%                    |
| 투자족                    | 3,677                     | 0.037%                    |

## 자매 도시[5]
| 도시           | 국가                   | 자매결연시기     |
| -------------- | ---------------------- | ---------------- |
| 고베시         | 일본                   | 1973년 6월 24일  |
| 필라델피아     | 미국                   | 1980년 2월 10일  |
| 그린빌         | 미국                   |                  |
| 멜버른         | 오스트레일리아         | 1980년 5월 5일   |
| 욧카이치시     | 일본                   | 1980년 10월 28일 |
| 사라예보       | 보스니아 헤르체고비나  | 1981년 5월 28일  |
| 칼레           | 프랑스                 | 1984년 10월 10일 |
| 밀라노         | 이탈리아               | 1985년 5월 9일   |
| 흐로닝언       | 네덜란드               | 1985년 9월 12일  |
| 지바시         | 일본                   | 1986년 5월 7일   |
| 쿠타이시       | 조지아                 |                  |
| 예테보리       | 스웨덴                 | 1985년 10월 15일 |
| 하르키우       | 우크라이나             | 1993년 6월 14일  |
| 인천 중구      | 대한민국               | 1993년 12월 7일  |
| 리우데자네이루 | 브라질                 | 1995년 4월 18일  |
| 남포           | 조선민주주의인민공화국 | 2002년 8월 11일  |

## 같이 보기
- 톈진인민방송
- 빈하이 신구